# Dryolimnas
Dryolimnas es un género de pequeñas aves gruiformes perteneciente a la familia Rallidae. Se encuentran en pequeñas islas del Océano Pacífico.

## Especies
Contiene las siguientes especies:
- Dryolimnas cuvieri.
- Dryolimnas augusti.

La segunda de las especies está extinta desde finales del siglo XVII.